# 方紀達
方紀達（1484年—1537年），字行可，號拙菴，直隸徽州府歙縣（今安徽歙縣）人，明朝政治人物。

## 生平
正德五年（1510年）應天府鄉試第一百三十二名，正德十二年，登丁丑科會試第二百二十三名，第三甲第一百五十三名進士。工部观政，授江西南豐縣知縣，父喪去职，服阕，補襄阳县，嘉靖四年（1525年）擢南京兵科給事中。嘉靖之初，張璁、桂蕚因大禮議驟陞高位，方紀達抗章論列，七年調廣西僉事，兵备左江，丁母忧。服阕，補浙江，守金衢道，十五年冬擢福建布政司左參議，次年九月卒于官，享年五十四。

## 家族
高祖方永進，贈湖广按察司佥事；曾祖父方勉，永樂乙未進士，曾任湖廣布政司右參議，進階亞中大夫；祖父方旭；父親方思憲，號樂芸。嫡母許氏；生母李氏。具庆下。兄紀齡、紀通、紀迪。